# Mon oncle Oswald
Mon oncle Oswald est un roman de Roald Dahl , publié pour la première fois en 1979 par Michael Joseph (Londres) sous le titre My uncle Oswald, et édité pour la première fois en 1981 en français par Gallimard et traduit par Alain Delahaye.

## Présentation
Ce livre débute quand le narrateur reçoit une série de caisses en bois apparemment assez mystérieuses. Il découvre vite qu'il s'agit là de l'intégralité de l'autobiographie de son défunt oncle Oswald (déjà croisé dans deux nouvelles précédentes de Dahl)  jouisseur richissime qui n'a jamais eu à travailler, et a passé sa vie à séduire de nombreuses femmes. C'est précisément l'épisode où il explique comment il a amassé une telle fortune que le narrateur choisit de retranscrire.
L'introduction une rétrospective du narrateur sur les deux dernières publication des aventures d'Oswald : la première qui évoque son aventure au Sinaï (publié dans la grande entourloupe) et la seconde sur un parfum magique qui rend toute femme irrésistible à un homme (qui a eu pour conséquence la réception de missives de lectrices voulant une goutte de ce parfum, et de diplomates, espions, dictateurs et hommes politiques cherchant à se procurer ce parfum pour compromettre leurs opposants). Le narrateur présente aussi ses excuses aux familles des victimes d'Oswald dans ce livre.

## Intrigue
Située au début du XXe siècle dans l'Angleterre édouardienne et l'Europe des riches cosmopolites, le roman met en scène un personnage sans scrupules, érotomane assumé et amateur de belles voitures, bonne chère et bons vins, l'oncle Oswald. L'histoire raconte le développement du personnage d'Oswald qui a pour unique objectif de développer sa fortune le plus rapidement possible tout en s'amusant et en découvrant des femmes.
Lors d'un dîner qu'il organise dans la maison de son père à Londres, un ami de son père qui a voyagé en Afrique lui parle d'un aphrodisiaque irrésistible et extrêmement puissant qui est extrait d'un insecte d'Afrique. Envoyé par son père en France car il devait faire une année sabbatique avant d'entrer à l'université, Oswald part en Afrique et en rapporte un kilo de poudre aphrodisiaque (la poudre contenue sur une tête d'aiguille étant suffisante à un homme adulte) et décide de la vendre sous forme de pilules. C'est ainsi qu'il accroît sa fortune.
Une fois rentré en Angleterre ou il suit des cours universitaires à Oxford, Oswald rencontre le professeur de biologie d'Oxford, Arthur Woresley qui lui parle de son invention pour congeler du sperm pendant une longue période afin qu'il puisse être réutilisé. Il invente en plus de cela une ancêtre du préservatif qui consiste en un réceptacle en caoutchouc dont l'ouverture consiste en deux lèvres censées simuler un vagin. Il utilise ces deux inventions pour subtiliser la semence du meilleur taureau de la région et améliorer l'élevage de son frère.
Vient alors à Oswald une idée rocambolesque qui constituera l'intrigue principale du récit. Oswald décide de s'associer à Miss Yasmin Howcomely (jeu de mots signifiant à peu près "ô combien ravissante") et à Arthur Woresley pour extorquer... leurs spermatozoïdes aux célébrités, têtes couronnées et génies de l'époque afin de constituer une banque du sperme à l'intention de richissimes Américaines, prêtes à tout pour engendrer un petit génie.
Il parvient à convaincre Arthur Woresley en le piégeant grâce à Yasmine qui sert d'appât et à de la poudre de cantharide (l'aphrodisiaque de la première partie du récit) obtenant la signature d'Arthur.
Du roi d'Espagne Alphonse XIII à Proust (pourtant homosexuel) et de Puccini à Einstein, c'est à travers les récits iconoclastes de la belle Yasmin qui tient les mâles sous  l'influence de son corps désirable... et de ses chocolats imprégnés d'aphrodisiaque, que le lecteur assiste, en voyeur amusé, à la façon dont chacun de ces messieurs  se comporte à l'heure de vérité de l'acte sexuel.

Après une période intense de récolte, les trois comparses décident de prendre une pause avant de repartir pour l'Amérique. Néanmoins, en revenant plus tôt que prévu car il comptait s'accaparer les réserves de sperme Oswald se retrouve pris à son propre piège. Arthur et Yasmine se sont mariés et sont partis avec toutes les réserves mis à part celle de Proust car (extrait de la traduction d'Arthur Delahaye): 
Je n'ai jamais aimé de ce petit pédé de toute manière. 
Fou de rage, Oswald met en pièce la maison mais une fois calmé il réfléchit à la suite. Il prend alors la décision pour devenir millionnaire de créer une plantation et une usine de production de poudre aphrodisiaque au Soudan et d'attendre pour vendre le sperme de Proust. C'est ainsi qu'il devient millionnaire.
Le roman se termine quinze ans plus tard à la lecture d'un article de presse expliquant que la maison la plus vaste et la plus luxueuse de Saint-Jean Cap Ferrat, La Maison d'Or a trouvé un nouveau propriétaire. Ces nouveaux propriétaires sont Arthur et Yasmin Woresley qui ont aussi fait l'acquisition d'un Yacht baptisé SPERME en référence à la taille du Yacht aussi gros d'un cachalot dont on extrait le spermaceti (selon le journal).

## Style
Au-delà du goût prononcé de Roald Dahl pour les histoires touchant de près ou de loin à la fornication présente dans tous ses écrits pour adultes, Mon oncle Oswald brille surtout par son humour ravageur et le charisme de son personnage, pourtant sans scrupules, et par les péripéties délirantes, mais jamais sans la morale étrange des livres « érotisants » de Roald Dahl.

## Victimes de la ruse d'Oswald (par ordre d'apparition dans le livre)
- Alfonso XIII, Roi d'Espagne : Il a à sa disposition un canapé mécanique qui bouge afin de lui éviter d'avoir à se fatiguer pendant l'acte mais dont il doit remonter le mécanisme régulièrement.
- Pierre-Auguste Renoir, peintre français : Il offre un tableau à Yasmine et la marque par son génie
- Claude Monet, peintre français : Il offre lui aussi un tableau à Yasmine et la marque par son génie
- Igor Stravinsky, compositeur russe
- Pablo Picasso, peintre espagnol : Il viole Yasmin avant qu'elle ait le temps de lui donner le chocolat piégé et de lui installer le "préservatif" (de la semence.
- Henri Matisse, peintre français : Il offre lui aussi un tableau à Yasmin
- Marcel Proust, romancier français : Yasmin se déguise en homme pour piéger Proust qui a réussi une double dose d'aphrodisiaque.
- Vaslav Nijinsky, danseur et chorégraphe de ballet russe né en Pologne
- James Joyce, écrivain et poète irlandais
- Pierre Bonnard, peintre français
- Georges Braque, peintre français
- D.H. Lawrence, écrivain britannique : Il se révèle être stérile
- Giacomo Puccini, compositeur d'opéra italien : Elle piège Puccini dans sa villa de Lucques en chantant Un bel di vedremo la nuit près d'un grand lac ce qui charme Puccini. Il doit néanmoins jouer pendant l'acte pour que sa femme ne soupçonne rien.
- Sergei Rachmaninoff, compositeur, chef d'orchestre et pianiste russe
- Sigmund Freud, neurologue autrichien fondateur de la psychanalyse : Elle piège Sigmund Freud en lui faisant croire qu'il va la violer et que tous les hommes finissent par la violer. Une fois, l'acte commis, il prend immédiatement des notes sur ce qui vient de ce passer.
- Albert Einstein, physicien né en Allemagne : Il arrive à bloquer les effets de l'aphrodisiaque pendant presque cinq minutes durant lesquelles il se demande s'il n'a pas été piégé.
- Thomas Mann, écrivain allemand
- Joseph Conrad, romancier anglais d'origine polonaise
- H. G. Wells, écrivain britannique
- Rudyard Kipling, auteur et poète britannique né en Inde
- Sir Arthur Conan Doyle, écrivain anglais et créateur de Sherlock Holmes[5]
- George Bernard Shaw, auteur de pièces de théâtre anglo-irlandais : Yasmin donne une triple dose sur un raisin à Bernard Shaw qui en devient presque fou et qui puisqu'il est encore "puceau" a une plus grande vigueur que les autres hommes.
- Le roi des Belges (roi de Belgique)
- Le roi d’Italie
- Pierre Ier de Serbie, roi de Yougoslavie
- Le roi de Grèce
- Boris III de Bulgarie, roi de Bulgarie
- Ferdinand Ier de Roumanie, roi de Roumanie
- Le roi du Danemark
- Le roi de Suède

La difficulté inhérente à approcher des rois est évité par Oswald qui crée plusieurs faux de lettres pour les différents rois leur demandant de recevoir sa maîtresse, de ne pas répondre à ce courrier et de le brûler après lecture. En outre, ces courriers portent la mention de Personnel et confidentiel.
La complice d’Oswald essaya d’utiliser l’aphrodisiaque au roi Haakon VII de Norvège, mais son plan rata quand elle mangea accidentellement l’aphrodisiaque contenant le chocolat qu’elle avait l’intention de servir au roi. Elle fut jetée hors du château après être tombée dans un état temporaire de nymphomanie et avoir essayé de le violer.
Yasmin explique au fur er à mesure de ces rencontres qu'elle a été marquée par les génies artistes et intellectuels qu'elle a rencontrés et qu'ils sont supérieurs aux autres hommes.

## Réception
Dans sa critique de 1980, Vance Bourjaily a déclaré :
Ce que l'on peut dire, c'est que Mon oncle Oswald offre quatre ou cinq heures de lecture sans effort et quelques scènes amusantes, pour la plupart du genre que les cinéastes nous ont appris à appeler porno doux - si doux, en effet, qu'ils en deviennent parfois presque cotonneux. Le ton est celui d'un gentleman racontant des anecdotes ribaudes à ses invités masculins après le dîner. Le regard est civilisé... les dialogues deviennent méchants et crus, mais les détails physiques restent décoratifs... .... Les invités de M. Dahl ne sont donc pas conviés à une orgie par procuration, pas plus qu'ils n'entendront une conférence déguisée d'un méchant satiriste de la morale et des bonnes manières.... Lectures d'été.
Christopher Lehmann-Haupt l'a qualifié de "festival de mauvais goût qui est au fond si innocent qu'on le pardonne vite et qu'on s'amuse", de "plaisir tout à fait juvénile" et a déclaré : "Je n'ai pas eu autant de plaisir de ce genre depuis ma dernière séance de blagues qui a duré toute la nuit en colonie de vacances".
Movieweb l'a cité parmi les 8 livres de Roald Dahl qui nécessitent une adaptation à l'écran.